# 再見，忠貞二村
《再見，忠貞二村》（A Story of Soldiers）是臺灣公共電視在2005年製作的電視劇集。其主要內容是反映臺灣獨有的眷村文化及其變遷。該劇曾獲得第40屆金鐘獎多獎項提名。

## 背景
自民國38年國民政府播遷台灣後，「眷村」開始在全台各地出現。早期的眷村建築多就地取材，普遍用竹籬笆作為戶戶之間和村子內外的疆界，因而「竹籬笆」不知不覺成了「本省人」與「外省人」之間的籓籬象徵。五十多年後的今天，這些眷村正面臨全面被改建拆遷的命運，台灣特有的「眷村文化」將走進歷史。而曾經在眷村生長的子弟，如今已散佈全台各地成為了台灣社會的一份子。
該劇的拍攝地點是在嘉義縣大林鎮的一個在民國48年前就建好的眷村「社團新村」，這個老眷村保存得相當完整，林青霞和徐乃麟也出自這個眷村。而「忠貞二村」的命名，也是有所本的。台灣的最後一個眷村名為「忠貞新村」，位於桃園縣中壢市（今桃園市中壢區），居民主要是柏楊大作《異域》中提到的滇緬救國軍。儘管各地眷村居住的人天南海北，與台灣本土文化也大不同，不過「忠貞」的本質和其他的眷村無異。命名主要是取其「最後」的意涵。

## 主要人物

### 邵家
- 邵震方（趙學煌飾）
- 黃麗君（王琄飾）
- 邵念祖（唐志中飾）
- 邵湘云（蔡燦得飾）
- 邵戰生（陳建州飾）

### 其他
- 曲希聖（梁修治飾）
- 曲有成（劉恆飾）
- 阿娥（陳夙雰飾）
- 黃俊雄（龍天翔飾）
- 黃金生（陳宇凡飾）
- 廖阿嬤（張美瑤飾）
- 鍾璧玉（謝瓊煖飾）
- 蔡有財（吳鈴山飾）
- 周營長（梁修身飾）
- 周太太（李欣飾）
- 呂靜雯（林利霏飾）
- 老簡  (范鴻軒飾)

## 製作團隊
- 製作公司：台灣時華製作有限公司
- 製作人：周大祥（作品：昨夜星辰、楊子江風雲、千山萬水、玫瑰豪情、 黃土地外的天空、布袋和尚、世間父母、臥虎藏龍、 偷龍轉鳳、將軍碑）
- 導演：梁修身（作品：玻璃屋裡的人、無河天、旅人的故事、我把阿公搞丟了、手機有鬼）
- 編劇：劉凡禎（劉美琴）

## 獎項
| 年份 | 頒獎典禮     | 獎項                       | 名單           | 結果 |
| ---- | ------------ | -------------------------- | -------------- | ---- |
| 2005 | 第40屆金鐘獎 | 戲劇節目獎(連續劇)         | 再見，忠貞二村 | 提名 |
| 2005 | 第40屆金鐘獎 | 戲劇類男主角獎(連續劇)     | 趙學煌         | 提名 |
| 2005 | 第40屆金鐘獎 | 戲劇類女主角獎(連續劇)     | 王琄           | 獲獎 |
| 2005 | 第40屆金鐘獎 | 戲劇類男配角獎(連續劇)     | 陳建州         | 提名 |
| 2005 | 第40屆金鐘獎 | 戲劇類導演(播)獎（連續劇） | 梁修身         | 提名 |
| 2005 | 第40屆金鐘獎 | 戲劇類編劇獎（連續劇）     | 劉凡禎、陸玉清 | 提名 |

## 外部連結
- 官方網站 （页面存档备份，存于）
- 互联网电影数据库（IMDb）上《再見，忠貞二村》的资料（英文）